# Соломоновы Острова на летних Олимпийских играх 1988
Соломоновы Острова принимали участие в Летних Олимпийских играх 1988 года в Сеуле (Корея) во второй раз за свою историю, но не завоевали ни одной медали. Страну представляли 4 спортсмена, принимавших участие в соревнованиях по боксу, лёгкой атлетике, стрельбе из лука и тяжёлой атлетике.

## Бокс
Спортсменов — 1
| Спортсмен   | Категория | 1/16 финала           | 1/8 финала           | 1/4 финала           | Полуфинал            | Финал                |
| Спортсмен   | Категория | Соперник и результат  | Соперник и результат | Соперник и результат | Соперник и результат | Соперник и результат |
| ----------- | --------- | --------------------- | -------------------- | -------------------- | -------------------- | -------------------- |
| Томми Бауро | 81 кг     | Сионе Талиаули Пор КО | Не прошёл            | Не прошёл            | Не прошёл            | Не прошёл            |

## Лёгкая атлетика
Спортсменов — 1
Мужчины
| Спортсмен  | Вид     | Забег     | Забег | Финал          | Финал     |
| Спортсмен  | Вид     | Результат | Место | Результат      | Место     |
| ---------- | ------- | --------- | ----- | -------------- | --------- |
| Джон Маеке | 10000м  | 35.16,93  | 22    | Не прошёл      | Не прошёл |
| Джон Маеке | Марафон |           |       | Не финишировал | -         |

## Стрельба из лука
Спортсменов — 1
Мужчины
| Спортсмен    | Вид                       | Предварительный круг | Предварительный круг | 1/8 финала | 1/8 финала | 1/4 финала | 1/4 финала | 1/2 финала | 1/2 финала | Финал     | Финал     |
| Спортсмен    | Вид                       | Результат            | Место                | Результат  | Место      | Результат  | Место      | Результат  | Место      | Результат | Место     |
| ------------ | ------------------------- | -------------------- | -------------------- | ---------- | ---------- | ---------- | ---------- | ---------- | ---------- | --------- | --------- |
| Деррик Тенаи | Индивидуальное первенство | 505                  | 84                   | Не прошёл  | Не прошёл  | Не прошёл  | Не прошёл  | Не прошёл  | Не прошёл  | Не прошёл | Не прошёл |

## Тяжёлая атлетика
Спортсменов — 1
| Спортсмен        | Категория | Масса | Рывок | Рывок | Рывок | Толчок | Толчок | Толчок | Всего | Место |
| Спортсмен        | Категория | Масса | 1     | 2     | 3     | 1      | 2      | 3      | Всего | Место |
| ---------------- | --------- | ----- | ----- | ----- | ----- | ------ | ------ | ------ | ----- | ----- |
| Бенджамин Фафале | 75 кг     | 68,70 | 80    | 85    | 85    | 100    | 105    | 107.5  | 190   | 22    |